# ابومنصور عبدالملک ثعالبی
ابومنصور عبدالملک ثَعالِبی (نسب: ابومنصور عبدالملک بن محمد بن اسماعیل ثَعالِبی نیشابوری) شاعر، لغت شناس، کاتب و تاریخ‌نگار ایرانی عرب‌زبان و عرب‌گرا بود. همهٔ نوشته‌های ثعالبی به زبان عربی است. ثعالبی معروف به ابومنصور نیشابوری و جاحظِ نیشابور است.

دربارهٔ دلیل نامگذاری او گفته‌ شده که چون پیشهٔ پدر ـ ابوعلی ثعالبی ـ کندن پوست روباه و فراهم ساختن پوستین از آن بوده به این نام خوانده شده است. واژهٔ عربی «ثَعالِبی» مرکب است از ثَعالِب (جمعِ ثَعلَب به معنی روباه) + ی (پسوند نسبت)؛ یعنی پوست‌ روباه‌ فروش. پیشهٔ ثعالبی مدّتی خیاطی بوده و گویا از پوست روباه، جامه‌هایی می‌دوخته است.
از جمله وی در دیباچه فقه‌اللغة که به ابوالفضل میکالی تقدیم کرده، آشکار می‌کند که نژاد عرب، بهترین نژادها، و زبان عربی بهترین زبان‌ها ست و دانستن آن خود دین‌داری است.
بیشتر مطالبی که شرح حال نویسانی همچون ابن انباری، باخرزی، ابواسحاق حصری، ابن خلّکان و ابن بَسّام دربارهٔ ثعالبی آورده‌اند، کوتاه و مختصر و تکرار سخنان نویسندگان پیشین است. شاید این شیوه را از خود ثعالبی فرا گرفته باشند که در شرح حال شاعران و نویسندگان معاصر و قبل از خود، از معرفی کوتاه و کلّی آنان فراتر نمی‌رود و به‌جای پرداختن به سیره و زندگی علمی آنان، قطعاتی مفصّل از نظم و نثر آنان را می‌آورد.

ثعالبی در طول دوران خود بیش از ۱۶۰ اثر در حوزه‌های مختلف ادبی به نگارش درآورد، اما از آن‌جا که همهٔ آثار وی به زبان عربی است، در ایران کمتر به او و آثارش پرداخته شده است. آثار ثعالبی بارها در کشورهای عربی منتشر شده است. دیوان اشعار ثعالبی توسط محمود عبدالله الجادر، استاد دانشکده ادبیات دانشگاه بغداد گردآوری و تصحیح شده است. دکتر الجادر اشعار ثعالبی را از زاویهٔ انواع قافیه‌های مختلف در بحور عروضی زبان و ادبیات عربی مورد بررسی قرار داده است. از مهم‌ترین اغراض شعری ثعالبی در این دیوان می‌توان به مدح، وصف، شکوی، غزل و رثا اشاره کرد.

اشعار ثعالبی مانند بسیاری از شاعران دیگر دورنمایی مناسب از اوضاع فرهنگی، اجتماعی، اقتصادی و سیاسی عصر شاعر را به همراه دارد.

## نام
| نام      | کنیه                  | نام پدر | کنیه پدر | جد      | نسب کامل                                  | شهرت/لقب                                 |
| -------- | --------------------- | ------- | -------- | ------- | ----------------------------------------- | ---------------------------------------- |
| عبدالملک | ابو منصور (ابی منصور) | محمد    | ابوعلی   | اسماعیل | عبدالملک بن محمد بن اسماعیل فراء نیشابوری | ثعالبی. ابو منصور نیشابوری. جاحظ نیشابور |

### القاب
«جامع اشتات النثر و النظم»، «رأس المؤلفین فی زمانه»، «امام المصنفین»، «جاحظ نیشابور»، «حافظ نیسابور»

## زندگی و تحصیل
از دوران کودکی ثعالبی و از تحصیلات و استادان وی آگاهی چندانی در دسترس نیست. وی نزد دانشمند مشهور، ابوبکر محمدبن عباس خوارزمی (متوفی ۳۸۳)، ادب آموخته و مدتی نیز به تدریس اشتغال داشته است. از جمله شاگردان او نورالدین ابوالحسن علی بن حسن باخَرْزی و ابوالفضل محمدبن حسین بیهقی بوده‌اند. وی سپس به نگارش و شغل دبیری، و تا پایان عمر به نوشتن آثار ادبی، در زادگاهش، پرداخت.
ثعالبی در نیمه دوم سده چهارم و نیمه اول سده پنجم، هم‌زمان با عصر طلایی نهضت علمی و ادبی و شکوفایی جهان اسلام، در یکی از مراکز علمی آن زمان؛ نیشابور، پرورش یافت. او زندگی خود را به‌طور کامل در مشرق جهان اسلام گذراند. زادگاهش، نیشابور، به لحاظ فرهنگی، رقیب جدّی بغداد به‌شمار می‌آمد وی در این شهر با خاندان دانش دوست و ادب پرور آل میکال آشنا شد و همنشینی او با امیرِ ادیب و شاعر، ابوالفضل عبیداللّه بن احمد میکالی، سبب شد که با بزرگان عصر خود آشنا شود، از جمله با ابونصر محمدبن عبدالجبار عُتْبی. ثعالبی از کتابخانه ابوالفضل میکالی بهره فراوان برد و در هم‌نشینی با اندیشمندان و ادیبانِ درگاهِ میکالی، گنجینه‌ای از نظم و نثر و امثال و سخنان فصیح و بلیغ عربی کسب کرد و در نوشتن آثار خود از آن‌ها سود برد. هنگامی که میکالی مجموعه‌ای از اشعار حماسی عربی را با عنوان المُنْتَخل گردآوری کرد، ثعالبی آن را خلاصه نمود و برخی اشعار میکالی را به آن افزود. این کتاب با نام المُنْتحل به چاپ رسیده و به ثعالبی نسبت داده شده است.

ثعالبی در سال ۳۸۲ به بخارا، پایتخت سامانیان، سفر کرد و با ادیبان و دانشمندان آنجا، از جمله با بدیع‌الزمان همدانی (متوفی ۳۹۸)، آشنا شد. وی در یتیمة الدهر از او و هوش سرشارش سخن گفته است. ثعالبی سال بعد، با سقوط بخارا، به زادگاهش بازگشت. پس از بازگشت به نیشابور، مشهورترین کتاب خود،  یتیمة الدهر فی محاسن اهل العصر، را تألیف کرد که سبب شهرت و راهیابی او به دربار امیران و سلاطین شد. سپس به گرگان، به دربار قابوس بن وشمگیر، رفت و به مناسبت اینکه وی گرگان را از آل بویه پس گرفته بود، ثعالبی او را مدح گفت و دو کتاب خود، المُبْهِج و التمثیل و المحاضرة، را به وی اهدا کرد.

ثعالبی در سال ۳۹۲، به نیشابور بازگشت و به نوشتن آثار دیگرش پرداخت و دو کتاب خود، اَجناس التجنیس و الاقتباس، را به امیر نیشابور، ابوالمظفر نصربن ناصرالدین سبکتگین، اهدا کرد و سحرالبلاغة را به سپهسالار، ابوعمران موسی بن هارون، تقدیم نمود. با بروز قحطی و خشکسالی در ۴۰۱ در خراسان، نخست به اسفراین و سپس به گرگان رفت. آنگاه به دعوت امیرابوالعباس مأمون بن مأمون خوارزمشاه به خوارزم رفت و چندین کتاب خود را به نام او و وزیرش ابوعبداللّه محمدبن حامد تألیف کرد که از آن جمله است: آداب الملوک، اللطائف و الظرائف، المشرق، نثر النظم، الکنایة و التعریض، تحفة الوزراء، و أحسنُ ما سَمعتُ. ثعالبی مدت زیادی در خوارزم نماند و پس از کشته شدن خوارزمشاه، به غزنه رفت و مدتی در دربار سلطان محمود غزنوی ماند و کتاب لطائف المعارف را برای وی تألیف کرد. به نوشته عبدالسلام محمد هارون، ثعالبی این کتاب را برای صاحب بن عَبّاد نوشته است. ثعالبی کتاب تحسین القبیح و تقبیح الحسن را نیز به یکی از فضلای خراسان به نام عیسی کرجی، اهدا نمود، سپس به هرات رفت و دو کتاب خود، اللّطیف فی الطیب و الایجاز و الاعجاز، را برای قاضی ابواحمد منصوربن محمد اَزْدی تألیف کرد.

ثعالبی پس از شصت سالگی به نیشابور بازگشت و مورد احترام بزرگان آنجا واقع شد و کتابهای ثِمارالقلوب فی المضاف و المنسوب، فقه اللغة و سرّالعربیّة را نوشت و به دوست دیرینش، امیرابوالفضل میکالی، هدیه کرد.

ثعالبی مدتی در باغ و مزرعه خود در حومه نیشابور به سر برد تا به نوشتن آثار بیشتری بپردازد. در سال ۴۲۰ طایفة غُز به خراسان حمله کردند؛ ولی ثعالبی توانست با یاری یکی از امیران میکالی از این حادثه در امان بماند. وی سپس سه کتاب بَرْد الاَکْباد فی الاعداد، اللطف و اللطائف، و مِرآة المروآت را نوشت، و در سال ۴۲۲ به والی خراسان، ابوسهل حمدونی، هدیه کرد. در سال ۴۲۴ سلطان مسعود غزنوی را، که به نیشابور آمده بود، مدح و برخی از آثار خود را به وزیران و اعیان دولت او اهدا کرد، از جمله خاصّ الخاصّ را به شیخ مسافر بن حسن و خصائص اللغة را به حسن بن ابراهیم صیمری هدیه نمود. سپس به تألیف تتمّة الیتیمة مشغول شد و نسخه پیش‌نویس آن را به شیخ محمدبن عیسی کرجی هدیه کرد.

ثعالبی در سال ۴۲۹ در نیشابور وفات یافت. برخی تاریخ فوت او را ۴۳۰ دانسته‌اند. وی در اواخر عمر، کتاب الغِلْمان را نوشت.

## آثار و نوشته‌های ثعالبی

صفحه اول کتاب یتمیة الدهر نوشته ثعالبی،

صفحه اول کتاب تاریخ ثعالبی، چاپ تهران

آثار او به زبان عربی است. از ثعالبی مجموعه‌ای بزرگِ نوشتاری در تاریخ ادبیات عربی به جای مانده است. مورخان وی را یکی از مهم‌ترین نویسندگان زبان عربی و لغویان آن عصر به‌شمار آورده و او را نویسنده، منتقد، شاعر و ادیبی بی‌همتا دانسته‌اند. اولین کسی که شرح حال ثعالبی را نگاشته، ابراهیم حُصْری (متوفی ۴۵۳) بوده که آثار وی را ستوده است. ابن بسّام شَنْتَرینی (متوفی ۵۴۲) نیز در الذخیرة فی محاسن اهل الجزیرة مقام بلند علمی و ادبی و تألیفات ثعالبی را ستوده است. شاگرد ثعالبی، علی بن حسن باخرزی، نیز ثعالبی را جاحظ نیشابور و برگزیده دوران‌ها و روزگاران لقب داده است.
رویدادهای تاریخی ای را که ثعالبی شاهد آن بوده می‌توان از کتاب هاو پیشگفتارهای وی بر این کتاب‌ها و همچنین از قصاید و اشعاری که به مناسبتهای گوناگون سروده است به دست آورد. ثعالبی نوشته‌های بسیاری در زمینه زبان، نقد، بلاغت، تاریخ، تمدن و سیاست دارد ولی شهرت او بیشتر در شرح حال نویسی و تألیف گزیده‌های ادبی است. وی در بیشتر آثار خود شیوه‌ای را برگزیده که پیش از وی سابقه نداشته است. او در آثار خود موضوعات و معانی را از کتابهای پیشینیان برگزیده و از دیدنی‌ها و شنیدنی‌ها و تجارب خود مطالبی افزوده و آن‌ها را به زیبایی بیان کرده است. او با آگاهی از فنون و آداب گوناگون عصر خویش و ترجمه‌هایی که به عربی صورت گرفته بود و با احاطه به کتابهای گردآوری شده و اشعاری که راویان نقل کرده بودند و آثار ادبی ای که از اندلس تا خراسان و ترکستان نشر یافته بود، بهره گرفت و در تألیفات خود از آن‌ها استفاده کرد. وی در نهضت ادبی عهد آل بویه سهیم بود.

دربارهٔ تعداد آثار و کتاب‌های ثعالبی و نیز نسبت برخی از آن‌ها به او اختلاف نظر هست. عناوین برخی از آثار ثعالبی، تکراری است و بعضی از کتاب‌ها نیز با دو عنوان آمده است. آثاری نیز به او منسوب است. مفصّل‌ترین فهرست آثار او را صَفَدی آورده و از بیش از هشتاد اثر او نام برده است. پژوهشگران نیز در مقدمه‌هایی که بر آثار وی نگاشته‌اند بر این عدد افزوده‌اند و تعداد آن‌ها را به ۱۲۵ عنوان رسانده‌اند.

ثعالبی در آثار خود غالباً گفته‌های دیگران را گردآوری و نقل کرده است. مهم‌ترین اثر او، یتیمة الدهر فی محاسن اهل العصر است در ترجمه‌های زندگی شاعران مشهور معاصر ثعالبی است. این کتاب الگویی برای شرح حال‌نویسی و گردآوری گزیده‌های نظم در سده‌های بعدی شد. ثعالبی با نوشتن تتمّة الیتیمة، این کتاب را تکمیل کرد که به ذیل نیز مشهور است.

جلد دیوان اشعار ثعالبی چاپ بیروت. سروده‌ها و تالیفات ثعالبی به زبان عربی است.

ثعالبی چند کتاب در امثال و حِکم نیز تنظیم کرده است، مانند التمثیل و المُحاضرة، أحاسن کلم النبی و…، حِلیة المُحاضرة و عنوان المذاکرة و میدان المسامرة، لطائف الصحابة و التابعین و مجموعة کوچکی از حکمتها که شیخو آن را در مجلة المشرق به چاپ رسانده، و کتابی در ادب با عنوان مونس الوحید. کتابهای الامثال و الفرائد و القلائد محمدبن حسن بن احمد اهوازی (متولد ۵۴۴) و محاسن الاحاسن نیز به اشتباه به ثعالبی نسبت داده شده است.
به گفته حاجی خلیفه، ثعالبی کتابی در اخبار پادشاهان تألیف کرده و آن را سیرة الملوک نام نهاده و معلوم نیست که این کتاب همان سراج الملوک منسوب به ثعالبی است یا نه، و کتاب الوزراء ذیلی است بر کتاب مذکور. از آثار کوچک ادبی ثعالبی مرآة المروآت و أعمال الحسنات، و بردالاکباد فی الاَعداد است.
در آثار ثعالبی، اندرزها و امثال و کلمات قصار، حُکم مادّهٔ اولیه را دارند، اما اندیشه‌ای منظم در استفاده از آن‌ها به کار رفته است. ثعالبی برای اشاعه فرهنگ عربی بغداد در شرق ایران بسیار کوشیده است. نخستین ترجمه فارسی شناخته شده از آثار او، متعلق به قرن هفتم است؛ یعنی، دوره‌ای که ادبیات عرب، نمونه و سرمشق محسوب می‌شد.

در کتاب خاصّ الخاصّ فی الامثال وی، که نوعی فرهنگنامه عظیم امثال و حکم عربی به نظم و نثر است، مردان فرهنگی ایران جایگاه رفیعی دارند و با اینکه اثری ادبی است، در بخش‌های معایب و محاسن، مخصوصاً در معرفی قشرهای مختلف اجتماعی، به اخلاقیات اهمیت بسیار داده شده است.

از نکات دیگر در آثار ثعالبی، کاربرد واژگان فارسی و نقل امثال فارسی به عربی و یادکرد شهرهای ایران است.

### تقسیم‌بندی آثار وی
کارل بروکلمان دربارهٔ تقسیم‌بندی آثار ثعالبی می‌گوید: افزون بر یتیمة الدهر و تتمّة الیتیمة، ثعالبی منتخبات دیگری به حسب موضوع گرد آورده است که عبارت اند از: اَحْسنُ ما سَمعتُ، که کتاب مَن غاب عنه المطرب نیز تتمه آن به‌شمار می‌رود؛ خاصّ الخاصّ، که در آن نام‌های شاعران را نیاورده؛ و طرائف الطُرَف، که از دیگر منتخبات شعری اوست. ثعالبی کتاب کنزالکُتّاب را که مشتمل بر ۲۵۰۰ قطعه شعر از ۲۵۰ شاعر است، برای کاتبان و دبیران تألیف کرد و شاعری ترک به نام محمدبن عثمان لامعی، شرحی بر آن نگاشت. ثعالبی همچنین به دستور ابوالعباس خوارزمشاه، اشعار کتاب مونس الادباء را از مؤلفی مجهول به نثر درآورد و آن را نثر النظم و حلّ العَقْد… نامید که در دمشق و قاهره به چاپ رسیده است. دسته دوم از آثار ثعالبی، کتابهایی ادبی است که برای قرائت در هنگام فراغت، تنظیم شده و در آن‌ها اطلاعات مفیدی، به ویژه در زمینه حکایات تاریخی، گرد آورده که از آن جمله است: لطائف المعارف؛ الفرائد و القلائد که العقد النفیس و نُزهة الجلیس نیز نامیده شده است؛ المُبْهِج؛ اللطائف الظرائف، و یواقیت المواقیت، هر دو در مدح و ذم اشیا؛ و غُررالبلاغة و طُرَف البراعة یا غررالبلاغة للنظم والنثر.
دسته سوم آثار ثعالبی شامل کتب فقه اللغه در معنای خاص آن است. مشهورترین این کتابها، کتابی است دربارهٔ مترادفهای زبان عربی که ثعالبی آن را در اواخر عمر خویش تألیف کرده ونخست آن را شمس الادب فی استعمال العرب نامیده است. این کتاب دو بخش داشته: مترادفات، که عنوانش «اسرار العربیة و خصائصها» بوده، و بخش «مجاری کلام العرب برسومها و…» که ملاحظاتی بوده دربارهٔ اسلوب کلام. بیشتر بخش دوم از فقه اللغة احمدبن فارِس گرفته شده است. ثعالبی، سپس بخش اول را با عنوان فقه اللغة ارائه کرد. این کتاب رواج فراوانی یافت و سراینده‌ای مجهول، آن را با عنوان نظم فقه اللغة به نظم کشید. بخش دوم نیز با عنوان سرّالادب فی مجاری علوم العرب به چاپ رسید. کتاب سحر البلاغة و سرّالبراعة نیز مجموعه‌ای است از اصطلاحات لطیف عربی. کتاب ثِمار القلوب فی المضاف و المنسوب مجموعه‌ای است در اصطلاحات مرکّب عربی (اضافه‌ها و نسبتها) که چندین شرح بر آن نوشته و چند بار نیز تلخیص شده است.

### فهرست آثار
- یتیمة الدهر فی محاسن اهل العصر (و یتیمة الیتیمة و تتمة الیتیمه).
- دیوان اشعار.
- فقه اللغه.
- کتاب التمثیل و المحاضرة فی الحکم و المناظرة.
- کتاب أجناس التنجیس.
- أحاسن المحاسن = أحسن ما سمعت.
- کتاب الأحاسن من بدائع البلغاء.
- کتاب أحسن ما سمعت.
- کتاب الأدب مما للناس فیه من أرب.
- کتاب إعجاز الإیجاز.
- غرر أخبار ملوک الفرس و سیرهم (تاریخ ثعالبی)[۷]
- کتاب الأعداد = برد الأکباد فی الأعداد.
- کتاب أفراد المعانی.
- کتاب الاقتباس.
- کتاب الأمثال والتشبیهات.
- کتاب أنس الشعراء.
- کتاب الأنیس فی غزل التجنیس.
- کتاب بهجة المشتاق.
- کتاب التجنیس.
- کتاب تحفة الوزراء.
- کتاب التحسین والتقبیح.
- کتاب ترجمة الکاتب فی آداب الصاحب.
- کتاب التفاحة.
- کتاب تفضل المقتدرین و تنصل المعتذرین.
- کتاب الثلج و المطر.
- کتاب ثمار القلوب فی المضاف و المنسوب.
- کتاب الجواهر الحسان فی تفسیر القرآن.
- کتاب حجة العقل.
- کتاب حشو اللوزینج.
- کتاب حلی العقد.
- کتاب خاص الخاص.
- کتاب خصائص الفضائل.
- کتاب الخولة وشاهیات.
- دیوان أشعاره.
- کتاب سجع المنثور.
- کتاب سِحر البلاغة وسر البراعة.
- کتاب سحر البیان.
- کتاب سر الأدب فی مجاری کلام العرب.
- کتاب سر البیان.
- کتاب سر الوزارة.
- کتاب السیاسة.
- کتاب الشکوی والعتاب و ما وقع للخلان والأصحاب.
- کتاب الشمس.
- کتاب الشوق.
- کتاب صفة الشعر والنثر.
- کتاب طبقات الملوک.
- کتاب الظَّرْف من شعر البُسْتی.
- کتاب الطرائف واللطائف.
- کتاب عنوان المعارف.
- کتاب عیون النوادر.
- کتاب غرر البلاغة فی الأعلام.
- کتاب غرر المضاحک.
- کتاب الغلمان.
- کتاب الفرائد والقلائد.
- کتاب الفصول الفارسیة.
- کتاب الفصول فی الفضول.
- کتاب فقه اللغة.
- کتاب الکشف والبیان.
- کتاب الکنایة والتعریض.
- کنز الکتاب=المنتحل.
- کتاب لباب الأحاسن.
- کتاب لطائف الظرفاء.
- کتاب لطائف المعارف.
- کتاب اللطیف الطیب.
- کتاب اللمع والفضة.
- کتاب ما جری بین المتنبی وسیف الدولة.
- کتاب المبهج.
- کتاب المتشابه لفظا وخطا=ثمار القلوب فی المضاف والمنسوب.
- مدح الشیء وذمه.
- کتاب المدیح.
- کتاب مرآة المروآت.
- کتاب المضاف والمنسوب.
- کتاب مفتاح الفصاحة.
- المقصور والممدود.
- مکارم الأخلاق.
- ملح البراعة.
- کتاب المُلَح والطُرَف.
- کتاب نمادمة الملوک.
- کتاب من أعوزه المطرب.
- کتاب من غاب عنه المؤنس.
- کتاب المنتحل.
- مؤنس الوحید فی المحاضرات.
- نثر النظم وحل العقد.
- کتاب نسیم الأنس.
- کتاب نسیم السحر.
- النهایة فی الکنایة.
- کتاب النوادر والبوادر.
- کتاب الورد.
- کتاب یواقیت المواقیت.